# Midway (film)
A Midway (eredeti cím: Midway) 2019-ben bemutatott amerikai háborús film, melyet Roland Emmerich rendezett. A főszereplők Ed Skrein, Patrick Wilson, Luke Evans, Aaron Eckhart, Nick Jonas, Mandy Moore, Dennis Quaid, Alexander Ludwig és Woody Harrelson. A film a második világháború csendes-óceáni hadszínterének sorsfordító ütközetét, a midwayi csatát dolgozza fel, annak előzményével, a Pearl Harbor elleni támadással együtt.
Az Államokban 2019. november 8-án mutatták be, Magyarországon egy nappal hamarabb szinkronizálva, november 7-én jelent meg a Freeman Film forgalmazásában.

## Cselekmény
1937-ben Edwin T. Layton, amerikai haditengerészeti attasé Japánban részt vesz egy banketten, amelyet Jamamoto Iszoroku admirális rendez. A Laytonnal folytatott személyes beszélgetés során a japán imperialista politikában mérsékelt Yamamoto arra figyelmeztet, hogy Japánnak az amerikai olajellátástól való elzárása a radikálisok Japánban való eluralkodásához vezetne.
A film ezután a csendes-óceáni háború alakulását mutatja be, elsősorban Richard Halsey Best bombázó pilóta és Edwin T. Layton, (most már) a csendes-óceáni amerikai flotta hírszerzési főnöke szemszögéből. A bemutatott harci cselekmények között szerepel a japánok Pearl Harbor elleni támadása, az első amerikai ellentámadás a Marshall-szigetek ellen, a Doolittle-rajtaütés és a Korall-tengeri csata. A film csúcspontja az 1942 júniusában zajló Midwayi csata, amelynek győzelme az amerikaiak javára fordítja a háborút.

## Szereposztás
| Szerep                             | Színész          | Magyar hang        |
| ---------------------------------- | ---------------- | ------------------ |
| Richard "Dick" Best hadnagy        | Ed Skrein        | Horváth Illés      |
| Edwin T. Layton hírszerzési tiszt  | Patrick Wilson   | Hevér Gábor        |
| Wade McClusky parancsnok           | Luke Evans       | Szabó Máté         |
| Jimmy Doolittle alezredes          | Aaron Eckhart    | Sztarenki Pál      |
| Bruno Gaido repülőgépvezető        | Nick Jonas       |                    |
| Anne Best, Dick felesége           | Mandy Moore      | Szávai Viktória    |
| Chester Nimitz admirális           | Woody Harrelson  | Stohl András       |
| William "Bull" Halsey altengernagy | Dennis Quaid     | Kőszegi Ákos       |
| Eugene Lindsey hadnagy             | Darren Criss     | Fehér Tibor        |
| Raymond Spruance ellentengernagy   | Jake Weber       |                    |
| Joseph Rochefort parancsnok        | Brennan Brown    |                    |
| Roy Pearce főhadnagy               | Alexander Ludwig |                    |
| Jamagucsi Tamon                    | Aszano Tadanobu  |                    |
| James Murray, rádiós               | Keean Johnson    |                    |
| Clarence Earle Dickinson hadnagy   | Luke Kleintank   | Papp Dániel        |
| Nagumo Csúicsi altengernagy        | Kunimura Dzsun   |                    |
| Jamamoto Iszoroku tábornok         | Tojokava Ecusi   | Pusztaszeri Kornél |
| George Gay zászlós                 | Brandon Sklenar  |                    |
| William Brockman hadnagy           | James Carpinello |                    |
| Zászlós                            | Jake Manley      |                    |

## Fordítás
- Ez a szócikk részben vagy egészben  a   Midway (2019 film) című angol Wikipédia-szócikk fordításán alapul.  Az eredeti cikk szerkesztőit annak laptörténete sorolja fel. Ez a jelzés csupán a megfogalmazás eredetét és a szerzői jogokat jelzi, nem szolgál a cikkben szereplő információk forrásmegjelöléseként.
- Ez a szócikk részben vagy egészben  a   Midway – Für die Freiheit című német Wikipédia-szócikk fordításán alapul.  Az eredeti cikk szerkesztőit annak laptörténete sorolja fel. Ez a jelzés csupán a megfogalmazás eredetét és a szerzői jogokat jelzi, nem szolgál a cikkben szereplő információk forrásmegjelöléseként.